# 화산사
화산사(華山祠)는 대한민국 전북특별자치도 장수군에 있는. 파은 박수기·눌재 박상·충암 김정·안재 박지견·사암 박정·육유정, 박지효 선생 등의 절의와 충정을 받들고 이를 후손에게 전하고자 세운 재실이다. 1984년 4월 1일 전북특별자치도의 문화재자료 제34호로 지정되었다.

## 참고 자료
- 화산사 - 국가유산청 국가유산포털